# 童夢・F101
童夢・F101は童夢が1988年の全日本F3000選手権参戦用に開発・製作したフォーミュラカー。テストは行われたが、レースデビューすることはなかった。

## 概要
1986年から国内トップフォーミュラに参戦を開始した童夢が初めて開発・製作したフォーミュラカー。童夢はフォーミュラカー開発計画の最終目標をF1に置いていた。
途中、トヨタ・88C-Vの開発・製作のためスケジュールの遅れを出しながらも、1988年シーズン前にF101は完成した。1988年の全日本F3000、第5戦スポーツランドSUGOでのデビューを目標に鈴鹿、西日本でテストが行われた。しかし、カーボンコンポジットモノコックの品質不良が明らかになり菅生でのデビューは延期され、F101の計画は自然消滅した。

## メカニズム
F101の技術的特徴としてモノコックがフルカーボン製であったことが挙げられる。これまでのF3000のモノコックはローラ、マーチとも上面のみカーボンで作り、アルミ製のバルクヘッドとアルミハニカムで造られた底面を組み合わせる方法で作られていたなか、F101は雌型成形一体型のフルカーボンで製作した。モノコックは3基製造され、1基目は品質確認のためX線検査、超音波検査の後切断され目視による検査がおこなわれた。2基目はDFV用として、3基目は無限用のモノコックとして製作された。サスペンションは前後ともプルロッド式のダブルウィッシュボーンサスペンションとしている。
空力の特徴として細いフロントノーズと、薄いサイドポンツーンが挙げられる。サイドポンツーンを薄くするためにラジエーター、オイルクーラーを前後に分割してサイドポンツーン内に収めている。フロントノーズを細くすることによって、フロントウイングの翼面積を広くとることができ、サイドポンツーンを薄くすることによってリヤウイングにより多くの気流を導くことができる。
F101のシェイクダウンテストは1988年5月17、18日鈴鹿で行われた。しかし走り出してすぐにモノコックに内部剥離が起こり始めた。テストドライバーを務めた松本恵二は「走っているとあちこちでピリピリ音がする！」と話し、怖がって乗らなくなったという。レイナードの同年のF3000用シャシー、88D(バルクヘッドのみアルミ製のフルカーボンモノコック)でもモノコックの剛性不足による競争力低下という問題が起きており、F1では既知の技術であったモノコックのフルカーボン化もF3000ではまだ試行錯誤の段階であった。